# Karl Hackethal
Karl A. Hackethal (* 1. Juli 1901 in Reinholterode; † 10. Dezember 1990 in Duderstadt) war ein deutscher Politiker der CDU.

## Leben
Nach dem Abitur am Humanistischen Gymnasium in Heiligenstadt nahm Hackethal, der römisch-katholischen Glaubens war, 1920 ein Studium der Landwirtschaft zunächst in Göttingen auf, das er als Diplom-Landwirt in Bonn abschloss. In Göttingen wurde er Mitglied des Wissenschaftlich Katholischen Studentenvereins Unitas.
Nach mehreren Jahren Tätigkeit in der Landwirtschaft absolvierte er das Staatsexamen für das Lehramt der Landwirtschaft und war seit 1927 als Siedlerberater und Landwirtschaftslehrer in Hannover und danach in Sögel/Landkreis Emsland tätig. 1933 wurde er Direktor der Landwirtschaftsschule und der Wirtschaftsberatungsstelle in Duderstadt. 1934 trat er in die NSV und am 1. Mai des Jahres in das NSKK ein (aus dem er zum 1. September 1940 wegen „Interessenlosigkeit“ ausgeschlossen wurde). Am 1. Juni 1937 beantragte er die Aufnahme in die NSDAP und wurde rückwirkend zum 1. Mai desselben Jahres aufgenommen (Mitgliedsnummer 4.785.214). Von 1943 bis 1945 nahm er als Soldat am Zweiten Weltkrieg teil.
Hackethal schloss sich 1946 der CDU an und wurde 1948 in den Kreistag gewählt. Er war zunächst vom 6. Mai 1951 bis zum 31. Oktober 1957 während der zweiten und dritten Wahlperiode Landtagsabgeordneter in Niedersachsen, wo in jener Zeit die CDU mit der Deutschen Partei zeitweise eine Fraktionsgemeinschaft bildete. Von 1957 bis 1961 gehörte er dem Deutschen Bundestag an. Er vertrat dort den damaligen Wahlkreis Northeim – Einbeck – Duderstadt.
Hackethal war verheiratet und hatte fünf Kinder.